# 阿博伊特鎮區 (印地安納州艾倫縣)
阿博伊特鎮區（英語：Aboite Township）是位於美國印地安納州艾倫縣的一個行政鎮區。

## 地方資料
根據2010年美國人口普查的數據，阿博伊特鎮區的面積為86.40平方千米，當中陸地面積為86.30平方千米，而水域面積為0.10平方千米。當地共有人口35765人，而人口密度為每平方千米413.95人。